# 芋子石
芋子石（いもごせき、Imogolite、イモゴライト）は、鉱物（ケイ酸塩鉱物）の一種。化学組成は Al2SiO3(OH)4、結晶系は擬六方晶系。粘土鉱物の一種。

## 産出地
芋子石は、日本、中華人民共和国、アメリカ合衆国に産する。

## 性質・特徴
芋子石は、直径1.8 - 2.2nm、長さは数十nm - 数umのアルミとシリカから成るナノチューブ状の物質である。

## 用途・加工法
天然の芋子石はごく少量しか採ることができない。そのため、工業的利用には、人工的に合成する方法が不可欠である。芋子石は冷房の消費電力を抑えるデシカント剤、低温排熱を有効利用するためのヒートポンプ熱交換剤、湿度調整剤、高速乾燥剤などさまざまな用途があり、カーボンナノチューブに次ぐ次世代ナノチューブ材料として現在注目を浴びている物質である。

## サイド・ストーリー
九州大学の吉永長則と青峰重範によって1962年に熊本県人吉地方の火山ガラスに富む火山灰土壌から発見された日本産新鉱物。その土壌の通称名、芋子が名前の由来である。
発見当時は化学組成及び構造の詳細が未確定だったこともあり、1967年に国際鉱物学連合により一度Reject（否定）されたが、研究が進んで詳細が判明したことなどから1986年にRedefined（再承認）された。